# Acteon boteroi
Acteon boteroi is een slakkensoort uit de familie van de Acteonidae. De wetenschappelijke naam van de soort is voor het eerst geldig gepubliceerd in 2008 door Valdés.